# Kosmos 2406
Kosmos 2406, ruski ELINT (radioelektronsko izviđanje) satelit iz programa Kosmos. Vrste je Celina-2.
Lansiran je 10. lipnja 2004. godine u 01:28 s kozmodroma Bajkonura u Kazahstanu. Lansiran je u nisku orbitu oko planeta Zemlje raketom nosačem Zenit-2 11K77. Orbita mu je 846 km u perigeju i 865 km u apogeju. Orbitne inklinacije je 71,00°. Spacetrackov kataloški broj je 28352. COSPARova oznaka je 2004-021-A. Zemlju obilazi u 102,04 minute. Pri lansiranju bio je mase kg. 
Pogreškom je jedna prijašnja letjelica (Raduga 1-7, 2004-010A) označena oznakom Kosmos 2406 pri lansiranju. Kad je to ispravljeno, ovoj je letjelici pridana oznaka Kosmos 2406. 
Iz ove misije odvojilo se nekoliko dijelova (poklopci motora) i dr. koji su ostali u niskoj orbiti.

## Vanjske poveznice
- N2YO.com Search Satellite Database (engl.)
- Celes Trak SATCAT Format Documentation (engl.)
- Kunstman  Arhivirana inačica izvorne stranice od 12. kolovoza 2019. (Wayback Machine) Satellites in Orbit (engl.)